# Liberté, Égalité, Fraternité

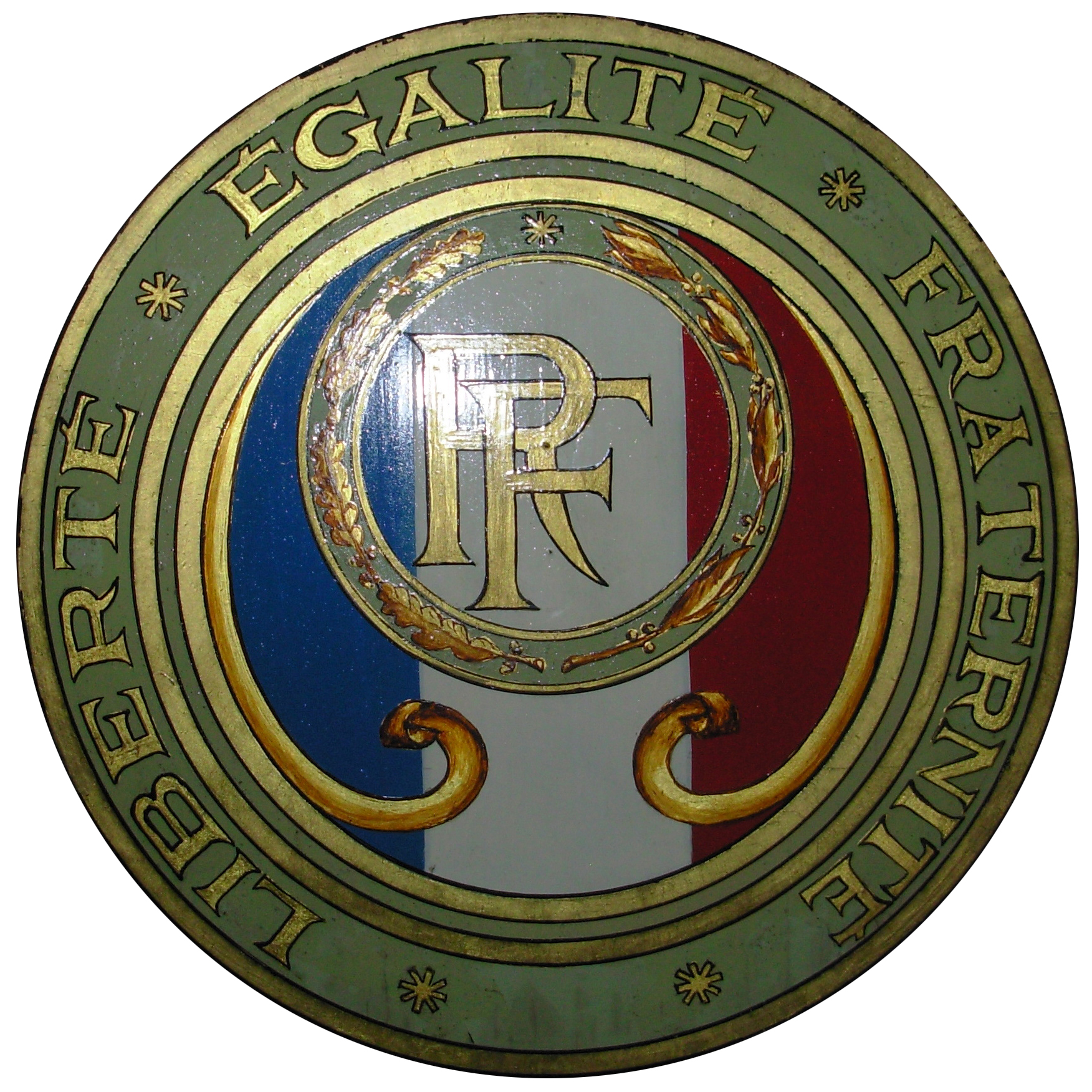
«Libertad, igualdad, fraternidad», lema de la República frances

«Liberté, Égalité, Fraternité» (en español: libertad, igualdad, fraternidad) es el lema oficial de la República Francesa y de la República de Haití, así como la divisa del Gran Oriente de Francia.

## Historia
El lema nació durante la Revolución francesa pero no llegó a adquirir carácter oficial, por ser un lema entre muchos otros. Camille Desmoulins asoció los tres conceptos, libertad, igualdad y fraternidad, en su periódico en 1790 y Robespierre usó el lema ese mismo año en un documento difundido por toda Francia, el Discurso sobre la organización de las guardias nacionales, que exige la creación de una «fuerza pública» para la defensa del territorio, cuyo uniforme llevare una placa a la altura del pecho con las palabras «Libertad, Igualdad, Fraternidad».
La divisa se popularizó poco a poco, pero hubo que esperar hasta 1793 para que se imprimiera en documentos oficiales o públicos. El primero fue una orden de la Comuna de París a los parisinos para que pintaran en las fachadas de sus casas la frase «La República una e indivisible - Libertad, Igualdad, Fraternidad o la Muerte» («La République une et indivisible - Liberté, Égalité, Fraternité ou la Mort»). El decreto fue enviado al ministerio de Interior para su difusión en todo el territorio nacional, y el lema no solo se grabó o se pintó en numerosos monumentos públicos y privados, sino que encabezaba muchos decretos del Comité de Salvación Pública, carteles, cartas de funcionarios y publicaciones de todo tipo. No obstante, el uso de la coletilla «o la muerte» no era sistemático y otros tantos documentos del período prescindían de ella; después de la caída de Robespierre, la Convención termidoriana optó por eliminarla de la fórmula por evocar reminiscencias del periodo del Terror.
En el siglo XIX, el lema se convirtió en el grito de republicanos y liberales a favor de la democracia y del derrocamiento de gobiernos opresores y tiránicos de todo tipo. Los revolucionarios de la Revolución francesa de 1830 retomaron el lema, sin que la Monarquía de Julio lo adoptara. Fue establecido por primera vez como lema oficial del Estado en 1848 por el gobierno de la Segunda República francesa. Prohibido durante el Segundo Imperio, la Tercera República francesa lo adoptó como lema oficial del país en 1880. El lema aparece en las constituciones francesas de 1946 y 1958 (en ambos casos, en el Título primero, De la soberanía, artículo 2).
Durante la ocupación alemana de Francia durante la Segunda Guerra Mundial, el Gobierno de Vichy lo sustituyó por la frase «Trabajo, Familia, Patria» («Travail, Famille, Patrie») para ilustrar el nuevo rumbo del gobierno.